# Vera Micaelsen
Vera Micaelsen, född 4 december 1974 i Oslo, död 28 oktober 2018 var en norsk programledare, författare och filmmedarbetare.

## Karriär
Micaelsen arbetade tolv år på NRK. Där var hon programledare för bland annat Jubalong, Holger Nielsens Metode, VeraVera, Rugekassa och Go' elg. Hon arbetade också med fredags- och lördagsunderhållning, dokumentärer och andra barn- och ungdomsprogram i radio och TV. Hon var också kolumnist på Aftenposten Junior.
Micaelsen skrev flera böcker för och om barn. Hon debuterade som ungdomsboksförfattare med boken Hyperpubertet på Aschehoug förlag år 2013. Hon var anställd som långfilmskonsulent på Norsk filmfond. Hon var anställd som seniorrådgivare på Den kulturelle skolesekken.
I februari 2014 fick Micaelsen diagnosen livmoderhalscancer med spridning. Hon fick strålbehandling som verkade lyckas, men cancern kom tillbaka hösten 2017.